# Tsu (Kana)
つ in Hiragana oder ツ in Katakana sind japanische Zeichen des Kana-Systems, die beide jeweils eine Mora repräsentieren. In der modernen japanischen alphabetischen Sortierung stehen sie an der 18. Stelle. Die Form beider Kana ist vom Kanji 川 abgeleitet. Beide stellen in ihrer unveränderten Form [tsɯ], mit zusätzlichen Dakuten den Laut [dsɯ] dar. Ein kleines っ bzw. ッ, auch bekannt als Sokuon, sorgen für eine Gemination, eine Verdopplung des darauffolgenden Konsonanten.

## Varianten
| Formen                                  | Rōmaji         | Hiragana        | Katakana        |
| --------------------------------------- | -------------- | --------------- | --------------- |
| Normal ts- (た行 ta-gyō)                | tsu            | つ              | ツ              |
| Normal ts- (た行 ta-gyō)                | tsuu, tswu tsū | つう, つぅ つー | ツウ, ツゥ ツー |
| Zusätzliches Dakuten d/z- (だ行 da-gyō) | zu             | づ              | ヅ              |
| Zusätzliches Dakuten d/z- (だ行 da-gyō) | zuu, zwu zū    | づう, づぅ づー | ヅウ, ヅゥ ヅー |

| weitere Formen  | weitere Formen | weitere Formen | weitere Formen   | weitere Formen   | weitere Formen   |
| Form A (ts-)    | Form A (ts-)   | Form A (ts-)   | Form B (zw-/zy-) | Form B (zw-/zy-) | Form B (zw-/zy-) |
| Romaji          | Hiragana       | Katakana       | Romaji           | Hiragana         | Katakana         |
| --------------- | -------------- | -------------- | ---------------- | ---------------- | ---------------- |
| tsa, tswa       | つぁ           | ツァ           | zwa              | づぁ             | ヅァ             |
| tswa            | つゎ           | ツヮ           | zwa              | づゎ             | ヅヮ             |
| tsi, tswi, tsyi | つぃ           | ツィ           | zi, zwi, zyi     | づぃ             | ヅィ             |
| (tswu)          | (つぅ)         | (ツゥ)         | (zwu)            | (づぅ)           | (ヅゥ)           |
| tse, tswe       | つぇ           | ツェ           | zwe              | づぇ             | ヅェ             |
| tso, tswo       | つぉ           | ツォ           | zwo              | づぉ             | ヅォ             |
| tsya            | つゃ           | ツャ           | zya              | づゃ             | ヅャ             |
| tsyu            | つゅ           | ツュ           | zyu              | づゅ             | ヅュ             |
| tsye            | つぃぇ         | ツィェ         | zye              | づぃぇ           | ヅィェ           |
| tsyo            | つょ           | ツョ           | zyo              | づょ             | ヅョ             |

## Weitere Darstellungsformen
- In japanischer Brailleschrift:
- Der Wabun-Code ist ・－－・
- In der japanischen Buchstabiertafel wird es als „つるかめのツ“ (Tsurukame no Tsu) buchstabiert.